# Harry Potter pour Kinect
Harry Potter pour Kinect est un jeu d'action de 2012 développé par Eurocom et édité par Warner Bros. Interactive Entertainment pour la Xbox 360,. Il nécessite l'accessoire Kinect.

## Système de jeu
Chaque année scolaire à Poudlard est une série de mini-jeux. Il y a 31 mini-jeux tirés des événements clés de la série, notamment le mélange de potions, le vol à balai et la magie. Le joueur est noté sur une échelle de cinq étoiles après chaque mini-jeu. Le jeu permet au joueur de créer son propre avatar avec la caméra Kinect. Un mode multijoueur en écran partagé est disponible,.

## Accueil
Harry Potter pour Kinect reçoit une note globale de 54 sur 100 sur Metacritic sur la base de 15 critiques, indiquant des critiques « mitigées ou moyennes ». GameTrailers déclare que les mini-jeux sont ennuyeux et conçus de manière trop rigide. 4Players qualifie le jeu de « très bref et peu spectaculaire », n'ayant pas aimé le fonctionnement du système de gestes magiques. Eurogamer compare défavorablement le jeu à Rush: A Disney–Pixar Adventure. GamingBolt qualifie le gameplay d'ennuyeux et conseille d'éviter le jeu à tout prix.